# Афанасьєв Євген Андрійович
Євге́н Андрі́йович Афана́сьєв (нар. 17 листопада 1926, Копиченка) — український мистецтвознавець, кандидат мистецтвознавства з 1958 року; член Спілки радянських художників України з 1968 року. Заслужений діяч мистецтв УРСР з 1983 року, заслужений діяч культури Польщі з 1984 року. Брат мистецтвознавця Василя Афанасьєва.

## Біографія
Народився 17 листопада 1926 року в селі Копиченці (нині Федоровський район Костанайської області, Казахстан). Брав участь у німецько-радянській війні з 1943 року. Служив у стрілецьких військах. Нагороджений орденами Вітчизняної війни І ступеня (6 квітня 1985) та Слави ІІІ ступеня (6 листопада 1947).
. Член КПРС.
1951 року закінчив східний факультет Ленінградського державного університету імені Андрія Жданова. У 1951—1952 роках працював науковим співробітником Музею західного та східного мистецтва в Києві; у 1952—1959 роках — старшим інспектором управління образотворчого мистецтва Міністерства культури УРСР; у 1959—1966 роках очолював дирекцію художніх виставок України. 1966 року закінчив аспірантуру при Інституті мистецтвознавства, фольклору та етнографії Академії наук Української РСР. У 1966—1977 роках очолював Державні науково-дослідні реставраційні майстерні. У 1977—1987 роках працював секретарем правління Спілки художників України.
Нагороджений орденами Дружби народів (1986), «За мужність» (2000). Жив у Києві, в будинку на проспекті Перемоги, № 30/38, квартира № 164 та у будинку на вулиці Курганівській, № 3, квартира № 13.

## Роботи
Працював у галузі мистецтвознавства та художньої критики. Вивчав і популяризував українське образотворче мистецтво 1917–1990-х років. Серед робіт:
- нарис «Михайло Лисенко» (1982, Київ);

статті
- «Сторінки літопису українського радянського мистецтва 1917—1957» (журнал «Мистецтво», 1957, № 5—6, 1958, № 1);
- «Образотворче мистецтво УРСР» у «Щорічнику Великої Радянської Енциклопедії» (1958—1968);

альбоми
- «Ювілейна художня виставка, присвячена 150-річчю від дня народження Тараса григоровича Шевченка» (1965, Київ);
- «Ленінським шляхом» (1979);
- «В рівень з життям» (1983, Київ);
- «Увічнений подвиг» (1987, Київ)

монографії
- «Валентин Зноба» (1970, Київ);
- «Михайло Антончик» (1980, Київ);
- «Сергій Федорович Шишко» (1981, Київ).